# Ancistrolepis hikidai
Ancistrolepis hikidai is een slakkensoort uit de familie van de Buccinidae. De wetenschappelijke naam van de soort is voor het eerst geldig gepubliceerd in 1944 door Kuroda.